# Caenis douglasi
Caenis douglasi is een haft uit de familie Caenidae. De wetenschappelijke naam van de soort is voor het eerst geldig gepubliceerd in 1993 door Malzacher.
De soort komt voor in het Afrotropisch gebied.